# واقصة
واقصة أو واكصة منطقة عراقية، ومنزل من منازل طريق الحج الكوفي المتوجّه نحوَ مكة، المسافة 166 كيلومتراً بين مدينة النجف شرقاً وواقصة غرباً، موقعها بعد القرعاء وقبل العقبة لبني شهاب من طيء، وهو موضع فيه قصر كبير ومصانع للماء، معمور بالعرب، وهو آخر مناهل هذا الطريق، أي طريق الحج من مكة إلى العراق، وليس فيما بعده منهل مشهور إلا مشارع ماء الفرات، وبه يتلقى كثير من أهل الكوفة الحاج، ويأتون بالدقيق والخبز والتمر والفواكه، ويهنيء الناس بعضهم بعضاً بالسلامة. قال مُحمّد عبد الغني السعيدي "ومن ناحية الشبكة إلى بركة أبو مسك 9 كم ومن بركة أبو مسك إلى آبار شراف 20 كم ويستمر الطريق إلى (واقصة) ومنها إلى بركة حوارة ومنها إلى بركة العقبة (الأعكبة).
واكصة في ناحية الشبكة في محافظة النجف، موقع أثري مسجل في دائرة الآثار العراقية باعتباره مِن آثار العهد الساساني والإسلامي. وكان فيها آبارٌ عذبة.
والمسافة 7 كيلومترات بين واكصة وشراف.

## الموقع
وتقع واقصة على طريق مكة وقرب منارة أم القرون، وكانت واقصة إحدى المنازل السبعة والعشرين الواقعة على درب الحج الكوفي إلى مكة المكرمة، ومكة المكرمة المنزل الثامن والعشرين والأخير. ويعرف درب الحج بدرب زبيدة أو الدرب السلطاني. وتقع جميع المنازل اليوم ضمن حدود المملكة العربية السعودية ماعدا الخمسة منازل الأولى فتقع داخل حدود جمهورية العراق وهي: منزل القادسية، منزل المغيثة، منزل القرعاء، منزل واقصة، ومنزل العقبة. وكان في القرون الأولى تعد واقصة من المنازل والأمكنة الهامة من درب الحج الكوفي الذي هو قسم من طريق الحج العراقي ومن درب زبيدة الذي يشق ركب الحاج العراقي طريقه عليه لاداء فريضة الحج أو العمرة إلى مكة المكرمة. وقال عبد الجبار الراوي في كتابه (البادية) المنشور سنة 1949 إن واكصة  "تبعد عن شراف 7 كيلومترات، وبها آبار كثيرة (حسيان) عدا بئر واحدة يبلغ عمقها 30 - 35 متراً، ماؤها غزير عذب وتُسمى (المدوّية)".

## هجوم القرامطة
قال عامر عجاج حميد في بحثه (القوافل بين أمل الوصول وخوف اللصوص) "وقـام زكرويه القرمطي فـي العام ٢٩٤هـ بقطع طريـــــق الحـــــاج حيـــــث أقـــــام فـــــي السلمان ينتظر القافلة وعنـدما بلغـت واقصـه يـوم السـابع مـن محـرم فـي تلـك السـنة ابلغهـم اهلهـا بتـربص القرامطـة لهـم فلـم ينزلـوا واسـتمروا فـي مسـيرهم وعنـد وصـول القرامطـة الـى واقصـه وكــانوا يتوقعــون مبيــت الحجــاج فيهــا كونهــا محطــة رئيســة للراحــة اخبــرهم اهلهــا برحيــل الحجــاج، فخاصمهم زكرويه واتهمهم بأنهم هم من أبلغ الحُجاج بتربص القرامطة بـه، فقتـل بعـض مـن كـان يعمل ببيع العلف لدواب الحجاج خارج البلدة واحرق العلف، ومن الواضـح انهـا كانـت مكانـا رئيسـا لبيـع الاعـلاف للقوافـل وتوضـح لنـا بعـض مهـن سـكان البلـدات والقـرى الواقعـة علـى طـرق القوافـل، وتحصن اهل واقصه الاخرون في داخـل اسـوار بلـداتهم وفـي حصـونهم، وحاصـرهم زكرويـهُ أيام، ويبـدو ان قوافـل الحـج لـم تكـون تـذهب او تعـود مجتمعـه بـل علـى شـكل مجموعـات واحـده تلحـق بـالأخرى، وكانـت قافلـة الخراسـانيين تسـير لاحقـة بقوافـل اخـرى، وعنـد فـوات القافلـة الاولـى وخلاصـها التقـى زكرويـه بقافلـة الخرسـانين فـي منطقـة تعرف بـ : عقبة الشيطان وهي عائدة من مكة فالتقى بها محارباً فصـمدوا بوجهـه وقـاتلوه، ويبـدو أن القوافل كانت متأهبة جيدا لمثل هذه المواقف، لكنه احتـال علـيهم عنـدما سـألهم ان كـان نائـب السـلطنة معهـم فـي القافلـة زاعمـا انـه يسـعى فـي طلبـه فقـط، فأجـابوه انـه لـيس معهـم فذهب ويبدو انهـم اطمـأنوا ظـانين مصـدقين ان زكرويـه يطلـب نائـب السـلطنة ولا شـأن لـه بهـم ثـم ما لبث أن عاد إليهم مهاجماً وأوقع بهم قتلاً وسبياً ومـع وجـود قـوة تابعـه لسـلطة بغـداد المركزيـة قريبـة مـن المكـان الا ان قائـدها واسـمه: عـلان بـن كشـمر عنـدما التقـاه بعـض المنهـزمين واخبـروه بانه لا يريد تعريض اصحاب السـلطان للخطـر، ولا نعرف واجباً للجنود سوى القيام بواجب الحرب والتعرض للخطر لكنه كان كما يبدو آمناً من الحساب.

## وصلات خارجية
- موقع واقصة في الخارطة العراقية اللوجستية العامة (Waksih) Iraq:General Logistics Planning Map 2015